# دان ژانواری
دونالد ری ژانواری (به انگلیسی: Don January؛ ۲۰ نوامبر ۱۹۲۹ – ۷ مهٔ ۲۰۲۳) یک گلف‌باز اهل ایالات متحده آمریکا بود.

## درگذشت
ژانواری در ۷ مهٔ ۲۰۲۳، در سن ۹۳ سالگی در خانه خودش در تگزاس، ایالات متحده آمریکا درگذشت.